# Hage
Hage (tiếng Đông Frisia: Haag) là một thị xã ở bang Niedersachsen, nước Đức. Đô thị Hage có diện tích 16,62 km². Thị xã này thuộc huyện Aurich gần Biển Bắc, cự ly khoảng 5 km về phía đông của Norden, Hage có dân số 5871 người (cuối năm 2006). Hage là thủ phủ của Samtgemeinde ("đô thị tập thể") Hage.